# Panglima Estino
Panglima Estino est une localité de la province de Sulu, aux Philippines. En 2015, elle compte 28 817 habitants.